# Malcolm Juhlin

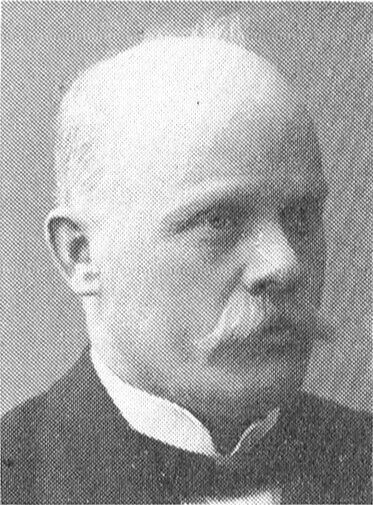
Malcolm Juhlin

Johan Malcolm Juhlin (i riksdagen kallad Juhlin i Hagbyberga), född 17 februari 1859 i Bo socken i Örebro län, död 29 oktober 1920 i Björkviks församling, var en svensk godsägare och politiker (liberal).
Malcolm Juhlin, som var son till en dräng, gjorde karriär som byggmästare och fastighetsägare i Stockholm innan han 1904 köpte och drev egendomen Hagbyberga i Björkviks landskommun, där han också var kommunalt aktiv.
Juhlin var liberal riksdagsledamot i andra kammaren 1906-1914, fram till 1911 för Jönåkers härads valkrets och därefter för Södermanlands läns södra valkrets. 1919-1920 var han ledamot av första kammaren för Södermanlands läns valkrets. I riksdagen var han bland annat ledamot av bankoutskottet 1912-1914. Han engagerade sig bland annat i frågor av intresse för Södermanland.